# Município de Whetstone (condado de Crawford, Ohio)
O município de Whetstone (em inglês: Whetstone Township) é um município localizado no condado de Crawford no estado estadounidense de Ohio. No ano de 2010 tinha uma população de 2.080 habitantes e uma densidade populacional de 19,68 pessoas por km².

## Geografia
O município de Whetstone encontra-se localizado nas coordenadas 40° 46′ 03″ N, 82° 54′ 48″ O. Segundo a Departamento do Censo dos Estados Unidos, o município tem uma superfície total de 105.67 km², da qual 105,52 km² correspondem a terra firme e (0,14 %) 0,15 km² é água.

## Demografia
Segundo o censo de 2010, tinha 2.080 habitantes residindo no município de Whetstone. A densidade populacional era de 19,68 hab./km². Dos 2.080 habitantes, o município de Whetstone estava composto pelo 98,51 % brancos, o 0,19 % eram afroamericanos, o 0,1 % eram amerindios, o 0,14 % eram asiáticos, o 0,29 % eram de outras raças e o 0,77 % eram de uma mistura de raças. Do total da população o 0,72 % eram hispanos ou latinos de qualquer raça.